# Teselare Gilbert

O teselare Gilbert

O teselare Gilbert cu crăpături paralele cu axele

În matematica aplicată o teselare Gilbert sau rețea de crăpături aleatorii este un model matematic pentru formarea de crăpături în nămol, cristale în formă de ace și structuri similare. Este numit după Edgar Gilbert, care a studiat acest model în 1967.
În modelul lui Gilbert, crăpăturile încep să se formeze în puncte situate aleatoriu pe tot planul conform unei distribuții Poisson⁠(d). Apoi, fiecare crăpătură se extinde în două direcții opuse de-a lungul unei drepte prin punctul de inițiere, panta dreptei fiind aleasă uniform la întâmplare. Crăpăturile continuă să crească cu viteză uniformă până ajung la o altă crăpătură, moment în care se opresc, formând o joncțiune în T. Rezultatul este o teselare a planului cu poligoane convexe neregulate.
O variantă a modelului care a fost studiată și ea restrânge orientările crăpăturilor la a fi paralele cu axele, rezultând o teselare aleatorie a planului cu dreptunghiuri.
Gray, Anderson, Devine și Kwasnik au afirmat că, în comparație cu modelele alternative în care crăpăturile se pot intersecta între ele sau în care crăpăturile se formează una câte una în loc de a se forma simultan, „majoritatea modelelor de crăpături în noroi din natură seamănă topologic” cu modelul Gilbert.